# Torre di Smeaton
La Smeaton's Tower è un antico faro off-shore costruito nel 1759, che è stato smontato dalla sua posizione originaria, dove è stato sostituito dal faro di Eddystone, e ricostruito sulla terraferma, a Plymouth, nella contea del Devon in Inghilterra. Nella posizione attuale non è più attivo come faro, ma ha funzione monumentale e di attrazione turistica.

## Storia
Fu costruito in mare aperto sotto la direzione dell'ingegnere civile, inglese John Smeaton (Whitkirk, Leeds 1724-1792), per sostituire un precedente faro, distrutto da un incendio, che segnalava ai naviganti la presenza degli scogli noti come Eddystone Rocks, circa 25 chilometri a sud/sud-est di Plymouth. Nel 1756 il Presidente della Royal Society britannica affidò John Smeaton l'incarico, ed i lavori furono ultimati nel 1759. La torre fu dapprima assemblata sulla terraferma, poi smontata e ricostruita sugli scogli di Eddystone.
Fu il primo faro costruito con successo su uno scoglio in mare aperto ed una delle più importanti opere ingegneristiche del XVIII secolo: infatti, in quel luogo, costituiva il terzo di due tentativi di costruire un faro che potesse durare nel tempo, dopo che i due precedenti furono distrutti rispettivamente da una tempesta nel 1703 e da un incendio nel 1755. La sua costruzione costò 40.000 sterline dell'epoca.
Dopo 120 anni ci si rese però conto che l'acqua stava erodendo la roccia su cui il faro era stato costruito, ponendolo in serio rischio di crollo. Fu quindi smontato nel 1870 e trasportato a Plymouth, su richiesta degli abitanti che si assunsero i costi dell'operazione, dove venne accuratamente ricostruito sulla collina erbosa di Plymouth Hoe, che domina la città ed il porto.
Al suo posto, a segnalare gli scogli, fu ultimato nel 1882 il faro di Eddystone, attivo ancor oggi.

## Oggi
La torre di Smeaton, ricostruita sulla terraferma, è in realtà più bassa di quanto fosse in origine, circa 2/3 dell'altezza originaria, in quanto la parte più bassa è rimasta in loco, e si trova a poche decine di metri dall'attuale faro di Eddystone.
Si tratta di una torre conica alta 22 metri, completa di lanterna e "galleria" (il ballatoio che circonda la lanterna) anche se non è più utilizzato come faro. La torre è dipinta a bande orizzontali bianche e rosse (tre rosse e due bianche) ma da foto dell'epoca si evince che in passato lo schema fosse stato differente: torre bianca con una sola banda rossa alla base. Similmente la lanterna, precedentemente dipinta di rosso, è ora bianca.
Accuratamente restaurata, la torre è attualmente di proprietà della municipalità di Plymouth ed è visitabile tutto l'anno, dalla lanterna si può vedere il panorama completo della città e del suo porto. L'autorità cittadina, inoltre, affitta la stanza della lanterna per la celebrazione di matrimoni civili.

## Galleria d'immagini

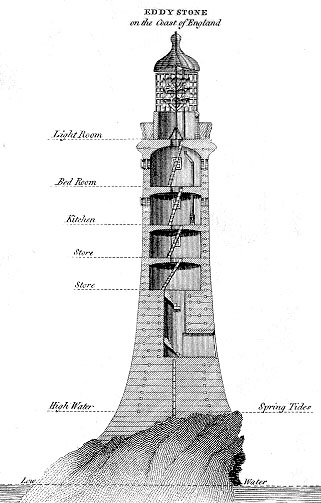
Incisione raffigurante una sezione della torre di Smeaton, quando si trovava nella sua posizione originaria sugli scogli di Eddystone
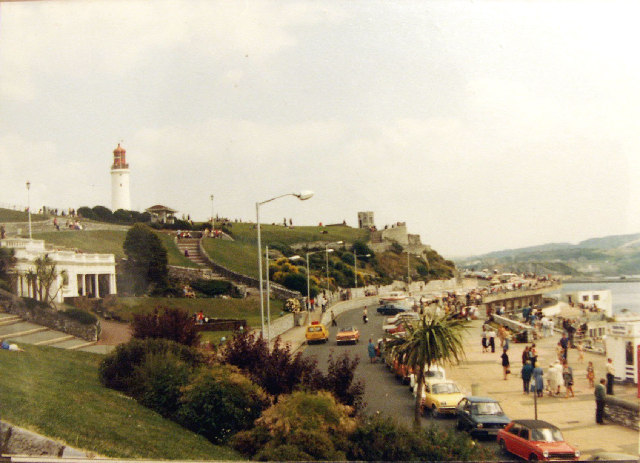
Fotografia della torre a Plymouth Hoe, mostra un precedente schema di colorazione.
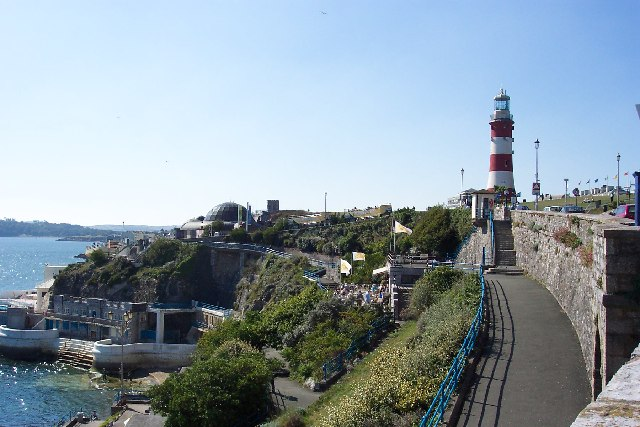
La torre e Plymouth Hoe
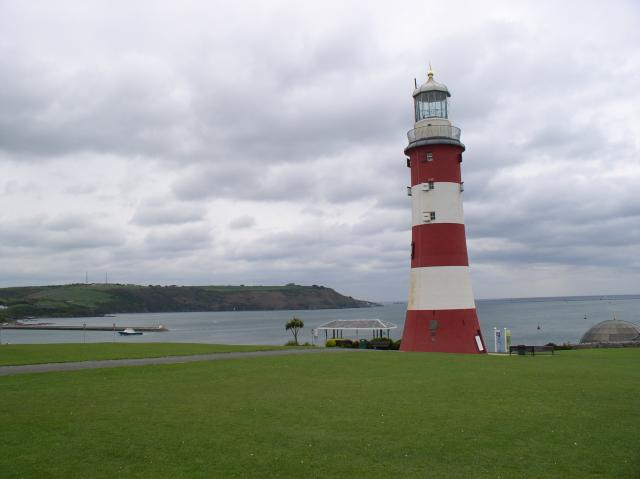
Smeaton's Tower